# いであ
いであ株式会社（英: IDEA Consultants,Inc.）は、東京都世田谷区駒沢に本社を置く大手の総合建設コンサルタント会社。建設環境分野の売上は業界トップである。社名の由来は「Infrastructure（社会基盤整備）」、「Disaster（災害）」、「Environment（環境）」、「Amenity（快適性）」の頭文字の組み合わせによる。
2006年6月1日に、環境部門において業界トップの国土環境株式会社と、河川や道路部門に強い日本建設コンサルタント株式会社が合併したもので、売上高では大手の位置にまで浮上した。
また、経済産業省によって2020年度から2024年度に健康経営優良法人に認定されている。

## 沿革
国土環境株式会社（前身会社）
- 1953年5月 - 気象情報を提供することを目的に、国土環境の前身である株式会社トウジョウ・ウェザー・サービス・センターを創業。予報業務許可事業者第一号である。
- 1968年9月24日 - 新会社設立。
- 1969年12月 - 新日本気象海洋株式会社に商号変更。
- 1985年11月13日 - 株式を東京証券市場に店頭公開（現在の東京証券取引所ジャスダック）。
- 2001年1月 - 国土環境株式会社に商号変更。

日本建設コンサルタント株式会社（前身会社）
- 1959年2月 - 設立

いであ株式会社
- 2001年 - 両社が技術協力の覚書を締結。
- 2006年6月1日 - 国土環境株式会社が日本建設コンサルタント株式会社を合併し、「いであ株式会社」に商号変更。
- 2014年12月26日 - 東京証券取引所第二部に市場変更。
- 2017年3月22日 - 東京証券取引所第一部に指定替え。

## 関連会社
- 新日本環境調査株式会社
- 沖縄環境調査株式会社
- 東和環境科学株式会社
- イーアイエス・ジャパン株式会社
- 日本設計サービス株式会社